# クレイ郡 (ジョージア州)
クレイ郡（クレイぐん、英: Clay County）は、アメリカ合衆国ジョージア州の南西部に位置する郡である。2010年国勢調査での人口は3,183人であり、2000年の3,357人から5.2%減少した。郡庁所在地はフォートゲインズ市（人口1,107人）であり、同郡で人口最大の都市でもある。

## 歴史
クレイ郡となった地域には昔からクリーク族インディアンが住んでいたが、1830年代にインディアン移住法により移住させられた。ヨーロッパ系アメリカ人が彼らを追い出し、綿花を栽培する土地を開発し、そこで働かせるために数多いアフリカ人奴隷を連れてきた。
クレイ郡の郡名は、19世紀の著名な政治家であり、ケンタッキー州選出アメリカ合衆国上院議員とアメリカ合衆国国務長官を務めたヘンリー・クレイに因んで名付けられた。ジョージアのブラックベルトの一部として、南北戦争までは主な産品が綿花であり、アフリカ系アメリカ人奴隷によって栽培されていた。戦後も経済は農業依存だったが、木材の切り出しも行われていた。
クレイ郡は1854年2月16日に、ジョージア州議会の法により、アーリー郡とランドルフ郡の一部を合わせて設立された。

## 地理
アメリカ合衆国国勢調査局に拠れば、郡域全面積は216.99平方マイル (562.0 km2)であり、このうち陸地195.21平方マイル (505.6 km2)、水域は21.79平方マイル (56.4 km2)で水域率は10.04%である。

### 主要高規格道路

#### アメリカ国道
- アメリカ国道27号線

#### ジョージア州道
- ジョージア州道1号線
- ジョージア州道37号線
- ジョージア州道39号線
- ジョージア州道266号線

### 隣接する郡
- クイットマン郡 - 北
- ランドルフ郡 - 北東
- カルフーン郡 - 東
- アーリー郡 - 南
- ヘンリー郡 (アラバマ州) - 西
- バーバー郡 (アラバマ州) - 北西

## 人口動態
以下は2000年の国勢調査による人口統計データである。
| 基礎データ - 人口: 3,537人 - 世帯数: 1,347 世帯 - 家族数: 928 家族 - 人口密度: 7人/km2（17人/mi2） - 住居数: 1,925軒 - 住居密度: 4軒/km2（10軒/mi2） 人種別人口構成 - 白人: 38.43% - アフリカン・アメリカン: 60.47% - ネイティブ・アメリカン: 0.12% - アジア人: 0.27% - 太平洋諸島系: 0.06% - 混血: 0.66% - ヒスパニック・ラテン系: 0.95% | 年齢別人口構成 - 18歳未満: 25.7% - 18-24歳: 8.0% - 25-44歳: 21.0% - 45-64歳: 25.7% - 65歳以上: 19.5% - 年齢の中央値: 42歳 - 性比（女性100人あたり男性の人口） - 総人口: 83.3 - 18歳以上: 78.5 世帯と家族（対世帯数） - 18歳未満の子供がいる: 25.7% - 結婚・同居している夫婦: 40.7% - 未婚・離婚・死別女性が世帯主: 23.4% - 非家族世帯: 31.1% - 単身世帯: 27.8% - 65歳以上の老人1人暮らし: 13.2% - 平均構成人数 - 世帯: 2.45人 - 家族: 2.99人 | 収入と家計 - 収入の中央値 - 世帯: 21,448米ドル - 家族: 27,837米ドル - 性別 - 男性: 26,557米ドル - 女性: 17,083米ドル - 人口1人あたり収入: 16,819米ドル - 貧困線以下 - 対人口: 31.3% - 対家族数: 28.1% - 18歳未満: 43.4% - 65歳以上: 23.9% |

## 都市と町
- ブラフトン
- フォートゲインズ - 郡庁所在地

### 未編入の町
| - ベルビル - ベセル - コットンヒル - デイズクロスローズ - ガーナーズビル | - ハリソンズミル - ジェフ - ジョーンズクロッシング - ムーアズクロスローズ - オークランド | - ピーカン - リックスプレース - サットンズコーナー - ワトソンクロスローズ - ゼットー |

### 廃村
- オキテイエコン